# آب عراق
آب عراق (مقاطعة فيروزآباد) (بالفارسية: آب عراق) هي قرية تقع في قسم جايدشت الريفي (مقاطعة فيروزآباد) في إيران. يقدر عدد سكانها بـ 62 نسمة .